# خوزه مادریز
خوزه مادریز (انگلیسی: José Madriz؛ زاده ۲۱ ژوئیهٔ ۱۸۶۷ – درگذشته ۱۴ مهٔ ۱۹۱۱) سیاستمدار و وکیل اهل نیکاراگوئه بود. وی از ۲۱ دسامبر ۱۹۰۹ تا ۲۰ اوت ۱۹۱۰ رئیس‌جمهور موقت نیکاراگوئه بود.
خوزه مادریز در ۱۴ مه ۱۹۱۱، در سن ۴۳ سالگی در مکزیکو سیتی درگذشت.